# Асигнування
Асигнування — це певні суми коштів, виділені із централізованих і децентралізованих джерел, фінансових ресурсів для покриття видатків на певні цілі.
Бюджетне асигнування, згідно з Бюджетним кодексом України, — це повноваження розпорядника бюджетних коштів, надане відповідно до бюджетного призначення, на взяття бюджетного зобов'язання та здійснення платежів, яке має кількісні, часові та цільові обмеження.
Державні асигнування є одним із головних засобів впливу держави на функціонування національної економіки. Асигнування дозволяють державі цілеспрямовано впливати на суб'єкти господарювання, надаючи пряму державну допомогу на реалізацію певних заходів, і здійснюючи таким чином перерозподіл національного доходу задля розв'язання конкретних проблем. 